# Brock (nome)
Brock  è un nome proprio di persona inglese maschile.

## Origine e diffusione

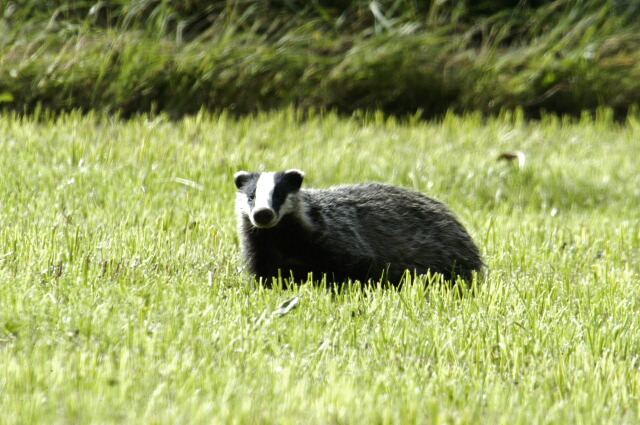
Un tasso in un prato delle Ardenne

Riprende l'omonimo cognome inglese, che deriva da due differenti termini inglesi antichi: uno è brocc, che vuol dire "tasso", l'altro è broc, "ruscello", da cui deriva anche il nome Brook.

## Onomastico
Il nome è adespota, cioè non è portato da alcun santo, quindi l'onomastico ricade il 1º novembre, per la festa di Ognissanti.

## Persone

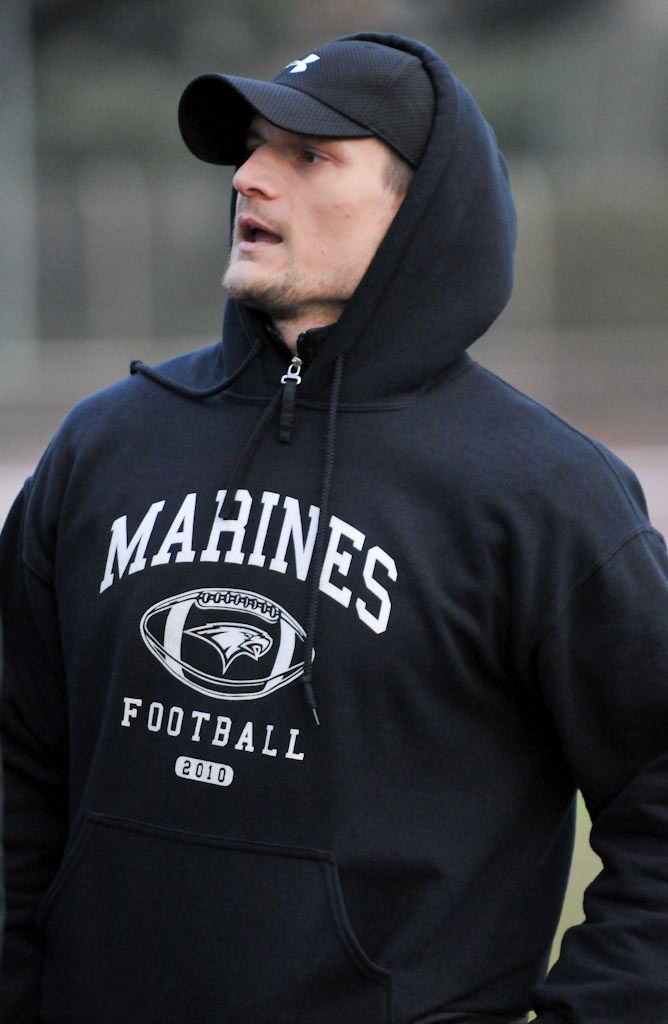
Brock Olivo

- Brock Gillespie, cestista statunitense
- Brock Huard, giocatore di football americano statunitense
- Brock Lesnar, wrestler e artista marziale misto statunitense
- Brock Lindow, cantante statunitense
- Brock Olivo, giocatore di football americano e allenatore di football americano statunitense
- Brock Osweiler, giocatore di football americano statunitense

## Il nome nelle arti
- Brock è un personaggio della serie Pokémon.
- Brock Rumlow, più noto come Crossbones, è un personaggio dei fumetti Marvel Comics.